# Бета-частица

Бета-распад

Бе́та-части́цы (англ. beta particles, нем. Betateilchen, β-частицы) — электроны и позитроны, которые вылетают из атомных ядер некоторых радиоактивных веществ при радиоактивном бета-распаде. Направление движения бета-частиц изменяется магнитными и электрическими полями, что свидетельствует о наличии в них электрического заряда. Скорости электронов достигают 0,998 скорости света. Бета-частицы ионизируют газы, вызывают люминесценцию многих веществ, действующих на фотоплёнки. Поток бета-частиц называют бета-излучением.
Бета-частицы — заряженные частицы, а потому интенсивно взаимодействуют с веществом на всей длине своего пробега. Они оставляют за собой трек ионизированных атомов и молекул. При детектировании в камерах Вильсона и пузырьковых камерах в магнитном поле, трек закручивается, что позволяет идентифицировать бета-частицы по отношению заряда к их массе.
Известно более 1500 ядер, излучающие бета-частицы при распаде.

## История
После открытия Анри Беккерелем в 1896 году радиоактивного излучения, началось его активное исследование. В 1899 году Эрнест Резерфорд опубликовал работу, в которой он показал, что существует несколько типов излучаемых частиц: тяжёлые, положительно заряженные частицы с малой проникающей способностью, получившие название альфа-излучения, и лёгкие, отрицательно заряженные частицы с в сто раз большим пробегом в веществе, которые он назвал бета-излучением. В 1900 году Беккерель, измерив отношение заряда бета-частиц к их массе, показал, что эти частицы являются электронами.
В 1930 году, разрабатывая теорию бета-распада, Энрико Ферми предположил, что бета-частицы не содержатся в ядре, но образуются при распаде нейтрона. Теория Ферми в дальнейшем стала основой для построения современных теорий слабого взаимодействия.

## Типы бета-частиц
Существует два типа бета-распада, и, соответственно, два типа бета-частиц, при этом образуются:
- β - частица — электрон. Образуется при распаде нейтрона по схеме {\displaystyle n\rightarrow p^{+}+e^{-}+{\bar {\nu }}}, Где n — нейтрон, p + — протон, e - — электрон, {\displaystyle {\bar {\nu }}} — антинейтрино. По такой схеме распадаются как свободные нейтроны, так и много природных изотопов, имеющих избыток нейтронов.
- β + частица — позитрон. Образуется при распаде протона по схеме {\displaystyle p^{+}\rightarrow n+e^{+}+\nu }. По этой схеме распадаются тяжёлые ядра.

## Спектр

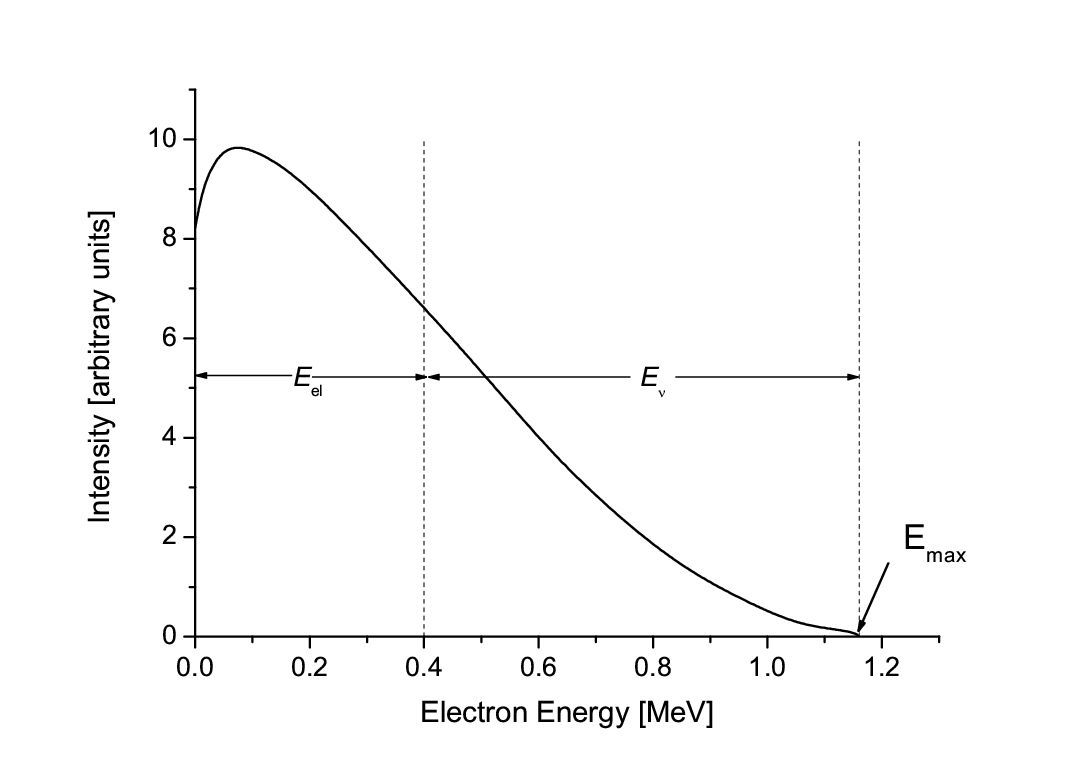
Спектр энергий бета-частиц образующихся при распаде висмута −210

### Черенковское излучения

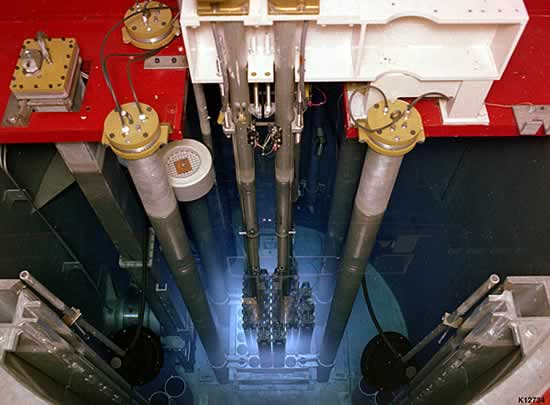
Излучение Вавилова-Черенкова в реакторе класса TRIGA